# Ценковиці
Ценковиці (пол. Cienkowice) — село в Польщі, у гміні Цепловоди Зомбковицького повіту Нижньосілезького воєводства.
Населення — 78 осіб (2011).
У 1975-1998 роках село належало до Валбжиського воєводства.

## Демографія
Демографічна структура станом на 31 березня 2011 року:
|          | Загалом | Допрацездатний вік | Працездатний вік | Постпрацездатний вік |
| -------- | ------- | ------------------ | ---------------- | -------------------- |
| Чоловіки | 32      | 5                  | 26               | 1                    |
| Жінки    | 46      | 8                  | 28               | 10                   |
| Разом    | 78      | 13                 | 54               | 11                   |